# (36880) 2000 SP154
2000 SP154 (asteroide 36880) é um asteroide da cintura principal. Possui uma excentricidade de 0.11543170 e uma inclinação de 3.81047º.
Este asteroide foi descoberto no dia 24 de setembro de 2000 por LINEAR em Socorro.